# Piophilidae
Famille
Les Piophilidae sont une famille de diptères muscomorphes. Ce sont de petites mouches dont les larves sont nécrophages. Cette famille se rencontre sur l'ensemble des écozones, les deux tiers de ses espèces se trouvant dans les régions les plus froides, voire arctiques, de l'holarctique.

## Description

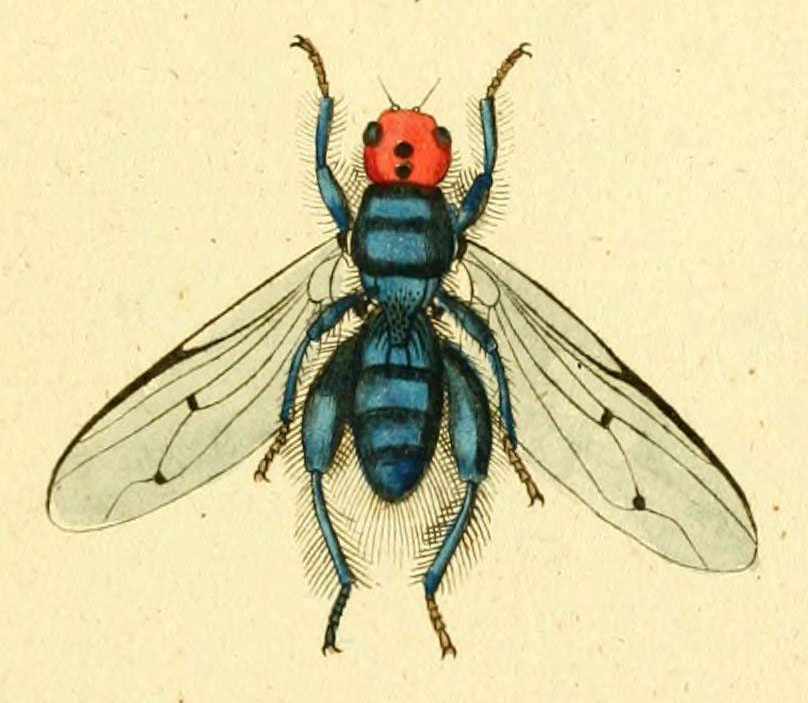
Thyreophora cynophila, espèce mythique redécouverte en Espagne en 2007.

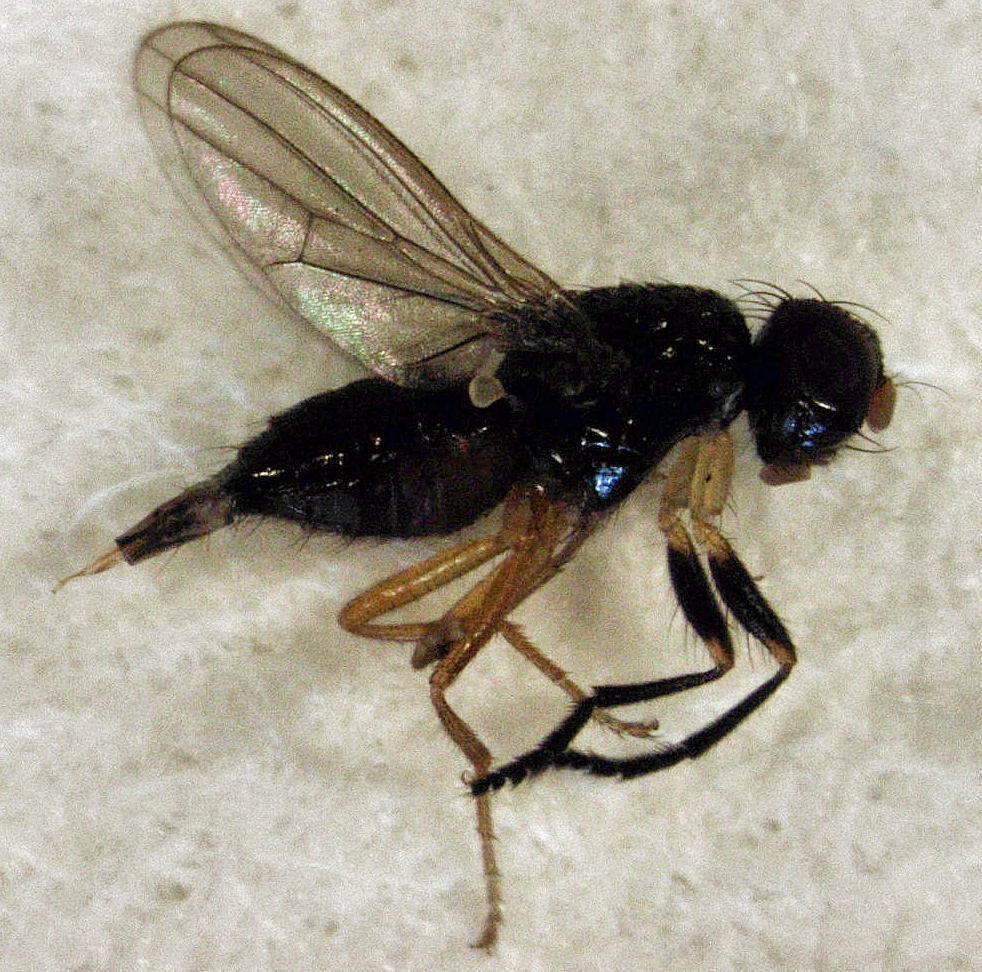
Piophila australis, espèce australasienne (femelle)

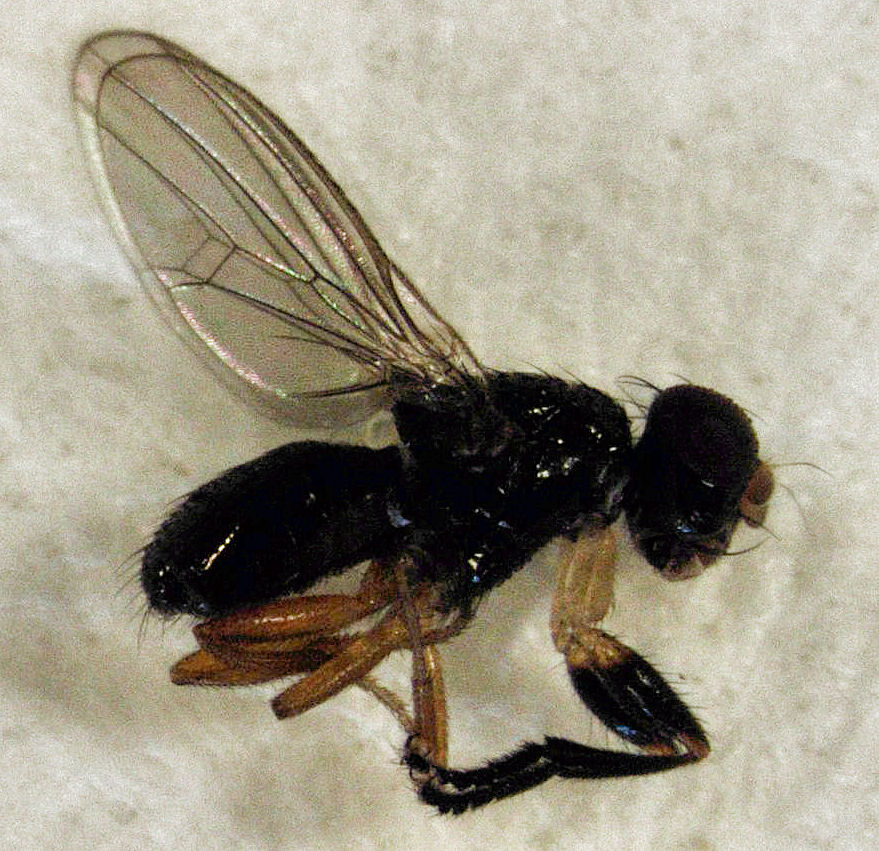
Piophila australis (mâle)

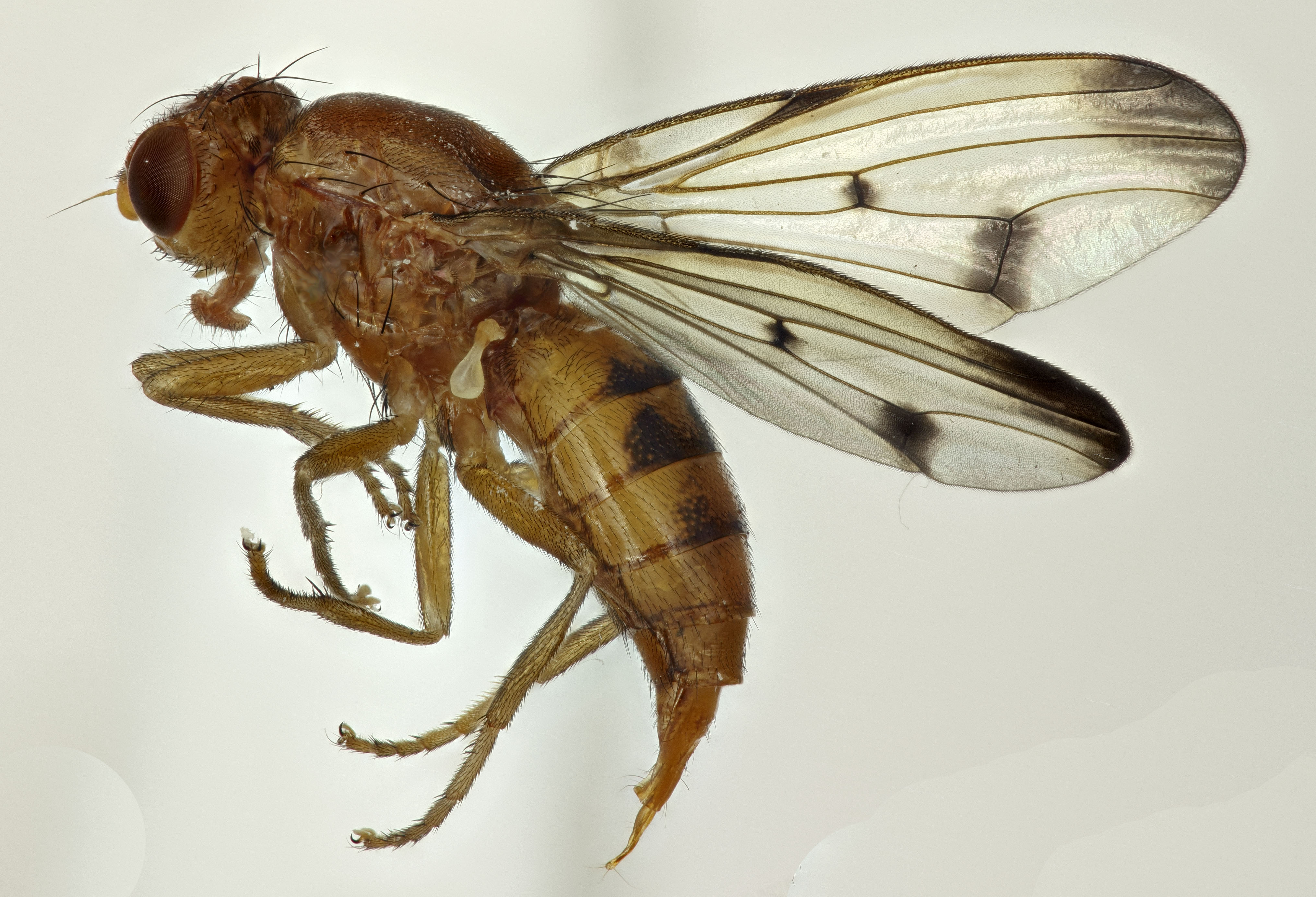
Neottiophilum praeustum (femelle)

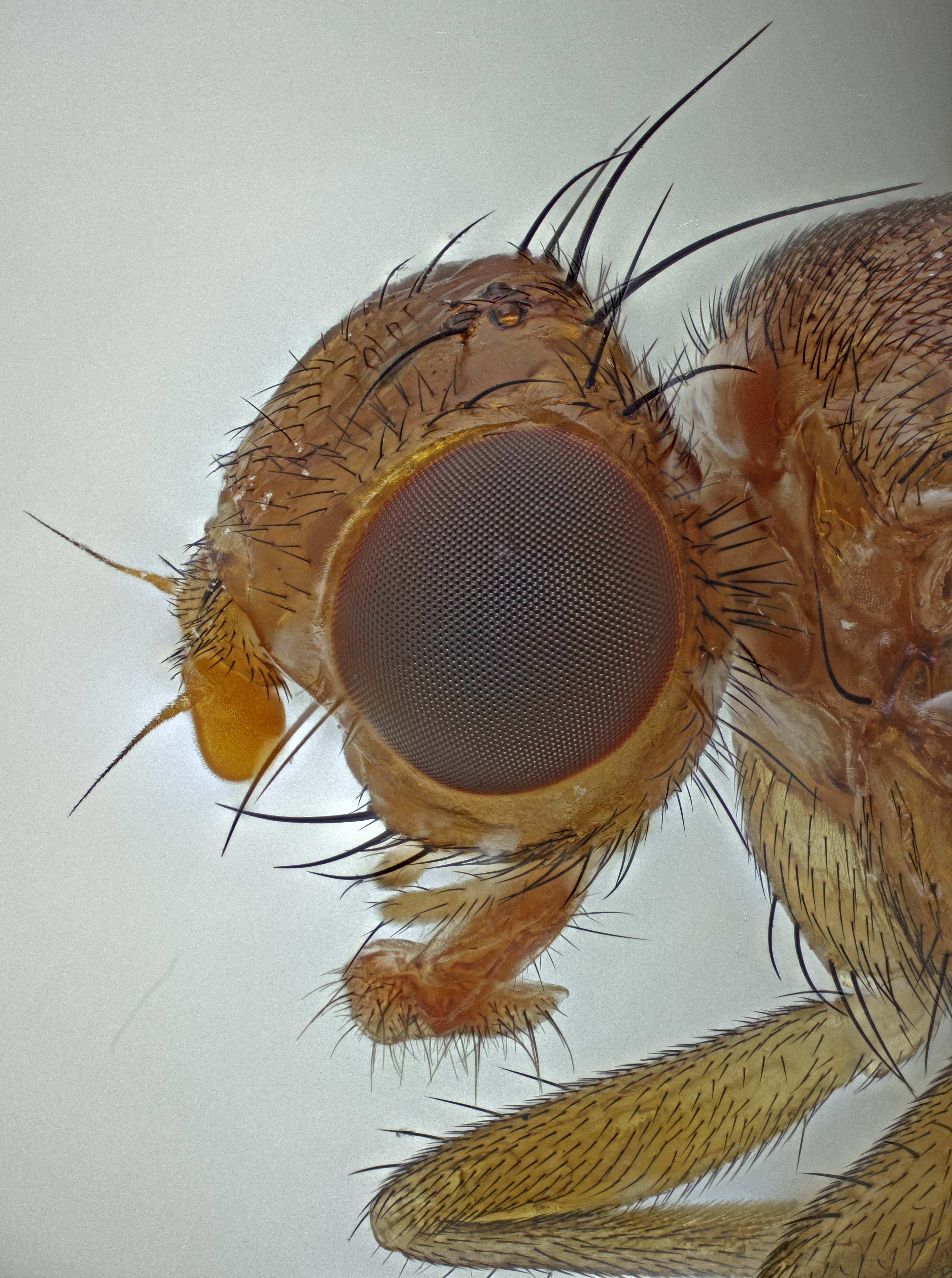
Tête de Neottiophilum praeustum

Ces mouches, plutôt petites, d'une longueur de 3 à 6 mm, ont un corps brillant noir à jaune brunâtre, au tégument pruineux et ornées de longues soies densément agencées. Leur front est habituellement jaune sur la moitié antérieure ou plus et leurs ailes fréquemment transparentes, et généralement ornées de marques brunes.

## Éthologie
La majorité des espèces de la famille des Piophilidae est nécrophage voire saprophage. Les adultes fréquentent les cadavres, les ordures, les eaux usées et autres matières animales et végétales protéinées dégradées. En règle générale, les larves préfèrent se développer au sein de carcasses à un stade avancé de décomposition et plus particulièrement dans les restes squelettiques. L'espèce mythique Thyreophora cynophila, récemment redécouverte, se nourrit de la moelle osseuse de cadavres de grands mammifères. Plusieurs espèces ont une prédilection pour un environnement anthropisé où la nourriture et les conditions de vie favorables abondent. L'exemple le plus connu est l'espèce cosmopolite Piophila casei, qui cause de graves dommages dans l'industrie agroalimentaire, en particulier dans la production de viande et de fromage. Au moins une espèce, Neottiophilum praeustum, se développe au sein des nids de Passereaux, les larves se nourrissant du sang des oisillons  ; une autre espèce, Piophila atrichosa, est inféodée aux grottes de chauves-souris. Enfin, les membres de la tribu Mycetaulini sont associés aux champignons et aux matières végétales en décomposition.
Les larves du genre Piophila ont pour habitude de sauter. Pour ce faire, elles se courbent en forme de C, attachant leurs crochets antérieurs à un pli de leur extrémité postérieure, créant ainsi une tension musculaire qu'elles libèrent soudainement, revenant tel un ressort à leur forme allongée originale. Cette action les propulse en l'air sur plusieurs centimètres de haut. Il est probable que ce comportement soit commun à de nombreuses espèces de Piophilidae.

## Taxinomie
La famille des Piophilidae est incluse au sein de la super-famille des Tephritoidea (Muscomorpha) regroupant les familles dont les femelles partagent un ovipositeur identique à ceux de Tephritidae. Elle est très proche de Pallopteridae. Son genre type est Piophila.
Selon McAlpine (1977), ITIS (8 avril 2019) et Catalogue of Life (8 avril 2019) :
- sous-famille des Neottiophilinae
  - genre Actenoptera
    - Actenoptera avalona
    - Actenoptera hilarella
    - Actenoptera shatalkini

  - genre Neottiophilum
    - Neottiophilum praeustum
- sous-famille des Piophilinae
  - tribu des Mycetaulini
    - genre Allopiophila
      - Allopiophila luteata
      - Allopiophila testacea

    - genre Amphipogon
      - Amphipogon flavum
      - Amphipogon hyperborea

    - genre Boreopiophila
      - Boreopiophila tomentosa

    - genre Mycetalus
      - Mycetaulus bipunctatus
      - Mycetaulus hispanicus
      - Mycetaulus latipennis

    - genre Pseudoseps
      - Pseudoseps signata

  - tribu des Piophilini
    - sous-tribu des Piophilina
      - genre Arctopiophila
        - Arctopiophila arctica
        - Arctopiophila nigerrima

      - genre Liopiophila
        - Liopiophila varipes
        - Liopiophila varipesa

      - genre Neopiophila
        - Neopiophila setaluna
        - Neopiophila uralica

      - genre Parapiophila
        - Parapiophila caerulescens
        - Parapiophila calceata
        - Parapiophila flavipes
        - Parapiophila lonchaeoides
        - Parapiophila vulgaris

      - genre Piophila
        - Piophila aethiopica
        - Piophila asiaticus
        - Piophila atrichosa
        - Piophila australis
        - Piophila bipunctatus
        - Piophila casei
        - Piophila confusus
        - Piophila contecta
        - Piophila costalis
        - Piophila flavifacies
        - Piophila hispanicus
        - Piophila latipennis
        - Piophila latipes
        - Piophila leucodactyla
        - Piophila lituratus
        - Piophila longipennis
        - Piophila megastigmata
        - Piophila metallica
        - Piophila nigra
        - Piophila nigriceps
        - Piophila nigritellus
        - Piophila nigriventris
        - Piophila nitida
        - Piophila pallida
        - Piophila penicillata
        - Piophila pilosa
        - Piophila polypori
        - Piophila ruficoxa
        - Piophila scutellata
        - Piophila senescens
        - Piophila stylata
        - Piophila subdolus
        - Piophila viridicollis
        - Piophila viridis
        - Piophila vitrea

      - genre Prochyliza
        - Prochyliza brevicornis
        - Prochyliza lundbecki
        - Prochyliza nigricoxa
        - Prochyliza nigrimana
        - Prochyliza xanthostoma

      - genre Protopiophila
        - Protopiophila australis
        - Protopiophila latipes

      - genre Stearibia
        - Stearibia nigriceps

    - sous-tribu des Thyreophorina
      - genre Bocainamyia
        - Bocainamyia hagmannarum
        - Bocainamyia necrophila

      - genre Centrophlebomyia
        - Centrophlebomyia anthropophaga
        - Centrophlebomyia furcata

      - genre Thyreophora
        - Thyreophora cynophila

### Les espèces européennes
Selon Fauna Europaea (8 avril 2019)
- Actenoptera hilarella
- Allopiophila luteata
- Amphipogon flavum
- Arctopiophila arctica
- Boreopiophila tomentosa
- Centrophlebomyia furcata
- Liopiophila varipes
- Mycetaulus bipunctatus
- Mycetaulus hispanicus
- Mycetaulus latipennis
- Neottiophilum praestrum
- Parapiophila baechlii
- Parapiophila caerulescens
- Parapiophila calceata
- Parapiophila dudai
- Parapiophila flavipes
- Parapiophila fulviceps
- Parapiophila lonchaeoides
- Parapiophila pectiniventris
- Parapiophila vernicosa
- Parapiophila vulgaris
- Piophila casei
- Prochyliza lundbecki
- Prochyliza nigricornis
- Prochyliza nigrimana
- Protopiophila latipes
- Pseudoseps signata
- Stearibia nigriceps
- Thyreophora cynophila